# Virginia Raggi
Pour les articles homonymes, voir Raggi.
Virginia Raggi ([virˈdʒiːnja ˈraddʒi]), née le 18 juillet 1978 à Rome, est une avocate et femme politique italienne.
Membre du Mouvement 5 étoiles, elle est élue maire de Rome en 2016, ce qui fait d'elle à la fois la première femme et la personne la plus jeune à occuper ce poste. Elle est éliminée dès le premier tour des élections municipales de 2021.

## Biographie

### Origines
Virginia Elena Raggi, née le 18 juillet 1978 à Rome, est la fille d'un expert des télécommunications et d'une diététicienne. Elle grandit dans le quartier du Latran, à Rome.

### Carrière professionnelle
Après une formation en droit à l'université de Rome III, Virginia Raggi devient juriste spécialisée en droits d'auteur, propriété intellectuelle et nouvelles technologies. Elle travaille avec l'ancien bras-droit de Silvio Berlusconi, Cesare Previti, et a des responsabilités dans une entreprise de transports publics dont plusieurs dirigeants ont depuis été mis en examen.
En parallèle de ses études, elle occupe de petits emplois, est bénévole dans un chenil, et organise des opérations de vente directe avec de petits producteurs.

### Parcours politique

#### Premiers engagements
Dans un premier temps dépourvue d'intérêt pour la politique, Virginia Raggi indique avoir voté pour L'Olivier et, sans en être certaine, pour le Parti démocrate.
Engagée dans des associations écologistes de quartier avant même son entrée en politique, elle se dit inspirée par les travaux de l'économiste Jeremy Rifkin sur la « Troisième révolution industrielle » : « C’est cette vision de l’économie que nous voudrions proposer, une économie circulaire, une blue economy, sans déchets ».

#### Conseillère municipale de Rome
En 2011, Virginia Raggi rejoint le Mouvement 5 étoiles (M5S) avant d'être élue, en juin 2013, conseillère municipale de Rome sur les listes du parti, dont elle devient porte-parole au sein de l'Assemblée capitoline. Deux ans plus tard, le scandale de corruption impliquant le maire, Ignazio Marino, membre du Parti démocrate, entraîne la dissolution des institutions municipales.

#### Élections municipales de 2016
En 2016, Virginia Raggi est désignée candidate du M5S à la mairie de Rome pour les élections anticipées, après avoir remporté les primaires de son parti via Internet par 1 764 voix sur 3 862. Pendant la campagne, elle bénéficie du fait qu'elle est novice en politique et de l'impopularité de l'administration municipale et de ses prédécesseurs, dont les mandats ont été marqués par l'augmentation de la dette, mais aussi par des scandales de mafia, de corruption, des travaux sans fin et des dysfonctionnements, notamment dans le ramassage des ordures,. Pendant la campagne, elle signe un engagement imposant une pénalité pouvant atteindre 150 000 euros avec l'obligation de démissionner si elle causait un « dommage à la réputation du parti ».
Lors du premier tour de l'élection municipale, le 5 juin 2016, Raggi obtient 35,3 % des voix contre 24,9 % pour son adversaire, Roberto Giachetti, candidat du Parti démocrate. Le 19 juin, elle remporte le second tour avec un score de 67,2 % des voix dont l'ampleur étonne les médias et analystes politiques.

#### Maire de Rome
Proclamée maire de Rome et de la ville métropolitaine de Rome Capitale le 22 juin suivant, Virginia Raggi est à la fois la première femme et la plus jeune personnalité à occuper ces fonctions,.
Défavorable à l'organisation des Jeux olympiques d'été de 2024 à Rome, elle décide, en septembre 2016, de renoncer à la candidature de la ville. Sur les 48 membres du conseil municipal, 30 votent en faveur du retrait de la candidature romaine, laissant ainsi seules en course Paris, Los Angeles et Budapest.
Virginia Raggi est également opposée à la gestation pour autrui, souhaite « faire bosser les Roms » et exiger de l'Église catholique un impôt foncier.
Son équipe municipale, qualifiée d'« équipe Frankenstein » par le quotidien il Fatto Quotidiano, n'est ancrée ni à droite ni à gauche et comprend, d'après Mediapart, « certains personnages très controversés, comme Raffaele Marra, proche de l’ancien maire de Rome Gianni Alemanno (droite, ex-MSI), devenu éminence grise » de Virginia Raggi. Pour le politologue Franco Pavoncello, elle renvoie ainsi l'image « que la classe dirigeante du mouvement n’est pas capable de gérer la chose publique, mais juste d’aller chercher dans les administrations précédentes ».
Après la première trêve estivale de son mandat, cinq membres importants de l'équipe municipale donnent leur démission, dont le chef de cabinet de Virginia Raggi, décrié pour son salaire de près de 200 000 euros par an, allant à l'encontre du principe de modération salariale du Mouvement 5 étoiles. En septembre 2016, elle reconnaît savoir depuis juillet que Paola Muraro, son adjointe à l'environnement, qu'elle a mandatée pour régler la crise de la gestion des ordures dans la ville, était visée par une enquête pour un possible conflit d’intérêts, ayant été pendant 12 ans consultante d'une société de ramassage des ordures impliquée dans le scandale Mafia Capitale (en) ; elle assure toutefois en avoir informé dès juillet les responsables du Mouvement. Cette déclaration provoque un scandale en Italie et dégrade l'image du Mouvement 5 étoiles, qui réclame systématiquement la démission des responsables visés par des enquêtes judiciaires et s'engage à exclure ses adhérents qui le sont,. En décembre 2016, Raffaele Marra, responsable des ressources humaines de la municipalité et considéré comme l’éminence grise de Virginia Raggi, est arrêté pour corruption et Paola Muraro démissionne.
Peu avant le début de l'été 2017, elle écrit au préfet de Rome pour demander « un moratoire sur les nouvelles arrivées » de migrants ; les autorités nationales répondent que Rome ne respecte pas le quota d'accueil fixé en août 2016 par un accord entre le gouvernement et l’association nationale des communes italiennes (ANCI). Le journaliste Antonino Galofaro relève que « les bénévoles, qu’ils aident les migrants dans des structures légales ou illégales, ne voient aucune différence entre la gestion de la ville par le Mouvement 5 étoiles ou par le Parti démocrate ».
Virignia Raggi est éliminée dès le premier tour des élections municipales de 2021. Roberto Gualtieri lui succède à la mairie de Rome. Elle est cependant réélue conseillère municipale.

## Vie privée
Virginia Raggi se dit catholique non pratiquante. Elle est mariée religieusement à un réalisateur à la radio et militant du M5S, Andrea Severini,, dont elle vit séparée ; elle est mère d'un enfant (né en 2011),. Elle vit à Ottavia.